# Vitovlje
Vitovlje (en cyrillique : Витовље) est un village de Bosnie-Herzégovine. Il est situé dans la municipalité de Travnik, dans le canton de Bosnie centrale et dans la fédération de Bosnie-et-Herzégovine. Selon les premiers résultats du recensement bosnien de 2013, il compte 588 habitants.

## Géographie
Le village est situé sur les pentes septentrionales du mont Vlašić.

## Démographie
| Vitovlje,Recensement de 2013: Total de 588 citoyens. |              |              |              |
| Année du recensement                                 | 1991.        | 1981.        | 1971.        |
| Bosniaques                                           | 356 (50,28%) | 313 (39,42%) | 333 (38,23%) |
| Serbes                                               | 315 (44,49%) | 407 (51,26%) | 478 (54,88%) |
| Croates                                              | 27 (3,814%)  | 38 (4,786%)  | 58 (6,659%)  |
| Monténégrins                                         | –            | 7 (0,882%)   | –            |
| Yougoslaves                                          | 5 (0,706%)   | 27 (3,401%)  | 2 (0,230%)   |
| Inconnus/autres                                      | 5 (0,706%)   | 2 (0,252%)   | –            |
| Total                                                | 708          | 794          | 871          |

### Évolution historique de la population dans la localité
| 1948 | 1953 | 1961 | 1971 | 1981 | 1991 | 2013 |
| ---- | ---- | ---- | ---- | ---- | ---- | ---- |
| -    | -    | 888  | 871  | 794  | 708  | 588  |

|  |

### Communauté locale
En 1991, la communauté locale de Vitovlje comptait 1 070 habitants, répartis de la manière suivante :